# Euploea niasana
Euploea niasana är en fjärilsart som beskrevs av Swinhoe 1893. Euploea niasana ingår i släktet Euploea och familjen praktfjärilar. Inga underarter finns listade i Catalogue of Life.